# 张志坚 (演员)
张志坚（1955年10月5日—），男，江苏南京人，中国演员，江苏人民艺术剧院一级演员。

## 生平
张志坚出生在一个军人家庭，父亲在文工团任职。高中毕业后，张志坚当锅炉工约四年。1979年，考入江苏人民艺术剧院学员班。此后成为江苏人民艺术剧院（2001年改为江苏省演艺集团话剧院）演员。1983年开始进入影视界。1996年，妻子从南京军区前线话剧团转业到北京工作，张志坚也随之到北京，成为“北漂”。此后主要接拍各类影视剧。。

## 作品
- 1986年电影《超国界行动》
- 1988年电影《刺杀汪精卫》
- 1989年电影《情义我心知》
- 1993年电影《落河镇的兄弟》
- 1995年电影《再生勇士》饰元安
- 1995年电视剧《白领丽人》
- 1997年电影《霹雳战士》
- 2000年电视剧《楼上楼下》
- 2001年电影《岁月无痕》
- 2002年电影《危城1938》
- 2004年电影《王树声征战豫西》饰周延寿
- 2004年电视剧《龙票》
- 2005年电影《情义我心知》
- 2006年电影《男孩非儿》
- 2006年电视剧《雄关漫道》
- 2006年电视剧《飓风》
- 2007年电影《李志民军管包头》
- 2007年电视剧《血色湘西》饰大麻拐
- 2007年电视剧《大明王朝1566》饰严世蕃
- 2008年电影《惬意的生活》（《我们的生活》）饰李忠诚
- 2008年电视剧《人间正道是沧桑》饰董建昌
- 2009年电影《关东棋王》饰刘德民
- 2009年电影《鏖兵天府》
- 2010年电视剧《毒刺》饰于盛龙
- 2010年电视剧《洪流》饰苏剑奇
- 2011年电影《岁月无痕》饰柳剑楠
- 2011年电影《辛亥革命》饰林森
- 2011年电视剧《以母亲的名义》饰付更年
- 2011年电视剧《国门英雄》饰张怀兵
- 2012年电影《一九四二》饰张钫
- 2012年电视剧《义者无敌》饰宋哲元
- 2012年电视剧《圣天门口》饰冯团长
- 2013年电影《帝国秘符》
- 2013年电视剧《桐柏英雄》饰韩长发
- 2013年电视剧《大江东去》
- 2013年电视剧《独有英雄》饰蒯孝珩
- 2014年电视剧《大清盐商》饰阿克占
- 2014年电视剧《湄公河大案》饰方厅长
- 2014年电视剧《金牌律师》饰贝林
- 2015年电视剧《少林问道》饰明德
- 2017年电视剧《人民的名义》饰高育良[4][5]
- 2018年电视剧《莫斯科行動》饰段会军
- 2018年电视剧《特种兵之深入敌后》
- 2018年电视剧《那些年，我们正年轻》 饰 張父
- 2019年電視劇《九州缥缈录》飾 雷碧城
- 2019年電視劇《鹤唳华亭》飾 李柏舟
- 2020年電視劇《燃烧》飾  刘志坚
- 2020年網絡劇《今夕何夕》飾  陆远潼
- 2020年電視劇《风声》飾  金生火
- 2021年電視劇《理想照耀中国》飾 师长
- 2021年電視劇《愛上特種兵》飾  老爺
- 2021年電視劇《光芒》飾  黄如虹
- 2021年電視劇《王牌部队》
- 2022年電視劇《冰雨火》飾 陈力文
- 2022年電視劇《底線》飾 張偉民
- 2022年電視劇《促醒者》飾 王恒之
- 2022年電視劇《谢谢你医生》飾 江仲景
- 2022年電視劇《山河锦绣》飾 張組長
- 2023年電視劇《狂飙》飾 孟德海
- 2023年電視劇《无间》飾  闪官
- 2023年電視劇《白色城堡》飾  刘滨河
- 2023年電視劇《黑白密码》（网络剧）饰 古木岚
- 2024年電視劇《黑白诀》（网络剧）饰 马闻山
- 2024年電視劇《宿敌》（网络剧）饰 罗平
- 2025年電影《狂野時代》
- 待播電視劇《奇迹》饰 梁院长
- 待播電視劇《乌蒙深处》